# جيريمي غرانثام
جيريمي غرانثام (بالإنجليزية: Jeremy Grantham)‏ هو مدير بريطاني، ولد في 6 أكتوبر 1938 في هارتفوردشير في المملكة المتحدة.